# Sondra van Ert
Sondra van Ert (* 9. März 1964 in Des Moines, Iowa) ist eine ehemalige US-amerikanische Skirennläuferin und Snowboarderin.

## Biografie
Van Ert wurde im flachen Iowa geboren und wuchs in Snowbird, Utah, in den Rocky Mountains auf. Sie begann im Alter von zwei Jahren mit dem Skilauf und wurde als 14-Jährige in den Nachwuchskader des US-Skiteams aufgenommen. Im Alter von 17 Jahren erlitt sie zwei schwere Verletzungen, weshalb sie zwei Jahre pausieren musste. Nach ihrem Comeback erreichte van Ert in der Saison 1984/85 den zweiten Platz in der Abfahrtswertung des Nor-Am Cups. Ihre einzigen Punkte im Alpinen Skiweltcup gewann sie am 15. März 1986 mit Rang zwölf in der Abfahrt von Vail. Bei der Winter-Universiade 1987 in Štrbské Pleso gewann die Studentin der University of Utah die Silbermedaille in der Abfahrt.
Im Snowboard feierte van Ert die ersten Erfolge, als sie die US-amerikanischen Meisterschaften 1993 in Vail gewann. Am 24. November 1994 gab sie ihr Debüt im Snowboard-Weltcup. Sie startete im Parallelslalom in Zell am See und beendete den Wettbewerb als Neunte. Bereits anderthalb Wochen später erreichte sie zum ersten Mal das Podest – im Pitztal wurde sie Dritte im Riesenslalom. Insgesamt konnte sie sich in ihrer Karriere bis 2004 29-mal unter den besten drei platzieren, davon achtmal einen Weltcup gewinnen. In der Saison 1996/97 erreichte sie den zweiten Platz im Gesamtweltcup.
1996 trat van Ert in Lienz bei der Weltmeisterschaft im Riesenslalom sowie im Parallelslalom an und konnte jeweils die Bronzemedaille gewinnen. Ihren einzigen Weltmeistertitel errang sie 1997 in Innichen im Riesenslalom. Bei ihren weiteren WM-Teilnahmen 1999 in Berchtesgaden und 2001  in Madonna di Campiglio konnte sie sich bis auf wenige Ausnahmen unter den Top Ten platzieren und gewann 1999 nochmals die Bronzemedaille im Riesenslalom. Des Weiteren trat van Ert bei zwei Olympischen Winterspielen an. Im Riesenslalom von Nagano bei den Olympischen Winterspielen 1998 belegte sie den zwölften Platz. 2002 erreichte sie in Vancouver den 17. Rang. Am Ende der Saison 2003/04 bestritt sie im Alter von 40 Jahren ihr letztes Snowboard-Weltcuprennen.